# Greguería
Greguería ist eine Kleinform der spanischen Literatur.
Abgeleitet ist der Terminus von spanisch griego, hier im Sinne von „unverständliches Zeug“. Die Greguería wurde von Ramón Gómez de la Serna (1888–1963) erfunden, benannt und nach eigener Aussage von 1910 an verbreitet. Er stellte die Formel auf: „Greguería = Humor + Metapher“. An anderer Stelle nennt er sie „Kurzgedanken“. 
Zu ihrer formalen Bestimmung gehören die extreme Kürze, die Prosa, die Unabhängigkeit von einem Kontext, eine nicht diskursive Aussage. Der intendierte Effekt ist der Ausdruck einer überraschend neuen Perspektive, eine oft humoristische Pointierung. Die Greguería ist gattungsmäßig verwandt mit der Metapher, dem Aphorismus und der Maxime. 
Helmich stellt die Greguería in die Tradition eines impressionistischen Metaphernaphorismus. Das Wortspiel (gelegentlich auch der Kalauer) ist ein besonderes charakteristisches sprachliches Darstellungsmittel („la liebre es libre“). Dabei wird dem sprachlichen Zufall, ähnlich wie bei der konkreten Dichtung, eine Erkenntnisfunktion zugebilligt, indem er hinter dem Chaos der Einzeldinge eine tiefere Wirklichkeit aufspüren soll. In der Greguería kann man einen Vorläufer surrealistischer Stilmittel sehen (z. B. „el grillo mide las pulsaciones de la noche“).